# 宋明昌
宋明昌（1951年10月—2021年12月1日），男，山东省青岛市人，中华人民共和国政治人物。

## 生平
毕业于吉林大学法学院。1998年，任国家出入境检验检疫局党组成员、副局长。2001年8月，任国家质量监督检验检疫总局卫生司司长。2008年12月，任中央纪委驻新闻出版总署纪检组组长。2013年4月，任国家新闻出版广电总局党组成员。2015年卸任。2021年12月1日在北京逝世。